# Eubrianax vandeli
Eubrianax vandeli is een keversoort uit de familie keikevers (Psephenidae). De wetenschappelijke naam van de soort werd in 1963 gepubliceerd door Bertrand & Laurentiaux.